# Мессина (футбольный клуб)
«Месси́на» (итал. Associazione Calcio Rinascita Messina SRL) — итальянский футбольный клуб из города Мессина, Сицилия. Клуб был образован в 1900 году. Цвета команды — красный и жёлтый. Его стадион «Сан-Филиппо» насчитывает 43 000 посадочных мест.

## История
В сезонах 1963/64—1964/65 и 2004/05—2006/07 играл в высшем итальянском дивизионе — Серии А (высшее достижение — 7-е место в сезоне-2004/05).
Победитель Серии B (1962/63; также выходила в серию A в сезоне-2003/04; всего в Серии B провела 32 сезона), серии C (1949/50, 1985/86;  также выходила в серию B в сезонах 1946/47, 2000/01). 
В сезоне 2005/06 «Мессина» по итогам чемпионата заняла 18-е место, которое гарантировало клубу вылет в Серию B, однако из-за коррупционного скандала, в результате которого ставший чемпионом «Ювентус» был отправлен в Серию B, «Мессина» оказалась на спасительном 17-м месте, позволявшем ей остаться в высшем дивизионе ещё на один сезон. После вылета из Серии A в 2007 году по итогам сезона-2007/08 в Серии B заняла 14-е место, но была переведена в Серию D из-за финансовых проблем.
В сезоне 2012/13 клуб стал победителем в Серии D и вышел во Второй дивизион (Д-4; экс-Серия C2), где сходу занял 1-е место. В сезонах 2014/15, 2015/16 и 2016/17 играла в Лиге Про (Д-3; C1/C). На сезон-2017/18 Серии C не заявилась.
В сезоне-2018/19 заняла 12-е место в группе I Серии D, причём 14-е место в этом же турнире и в этой же группе заняла другая команда из Мессины — S.S.D. F.C. Messina (Società Sportiva Dilettantistica Football Club Messina), являющаяся преемником любительского клуба USD Camaro Messina, основанного в 1969 году.

## Дерби и ультрас
Дерби с клубом «Реджина» носит название Дерби пролива (итал. Derby dello Stretto), так как регионы Сицилия и Калабрия отделяются Мессинским проливом.
Также имеются принципиальные соперничества с «Палермо» и «Катанией» — другими сицилийскими клубами. Матчи сицилийских клубов против «Кальяри» носят название Дерби Сардинии и Сицилии.